# Valerietta bulgarica
Valerietta bulgarica är en fjärilsart som beskrevs av Drenovski 1953. Valerietta bulgarica ingår i släktet Valerietta och familjen nattflyn. Inga underarter finns listade i Catalogue of Life.